# Daniel Bösch
Daniel Bösch (* 5. März 1988) ist ein nicht mehr aktiver Schweizer Schwinger. Er ist 1,93 m gross und war 2018 125 kg schwer.
Am 4. September 2011 gewann der Sennenschwinger das nur alle sechs Jahre stattfindende Unspunnen-Schwinget, an dem die 100 besten Schwinger der Schweiz teilnehmen. Am 2. Oktober 2018 erzielte er beim 22. Olma-Schwinget in St. Gallen den ersten Rang.
In der offiziellen Jahrespunkteliste des Eidgenössischen Schwingerverbands belegte Bösch 2019 den 6. Rang. Am 27. Februar 2020 trat er vom Spitzensport zurück.
Daniel Bösch arbeitet als Metzger und lebte zu seinen Aktivzeiten als Schwinger in Zuzwil SG, zog aber später nach Flawil.